# 太陽祭
太陽祭（日语：インティライミ），是日本純種競賽馬匹。生涯活躍於中距離賽事，曾勝出京都新聞盃、京都大賞典及朝日挑戰盃。

## 出賽前
2002年4月6日出生於北海道早來町（今安平町）北部牧場，成長途中於一口馬主俱樂部Sunday Racing Co. Ltd.進行馬主募集。
其後交由栗東訓練中心練馬師佐佐木晶三訓練。

## 競賽生涯

### 2歲
2004年8月1日出戰小倉競馬場2歲新馬戰，比賽初段維持於中團位置，並於途中逐步加速上前，最終成功於直路加速衝出取得首勝。
其後出戰新潟兩歲錦標，比賽途中一直處於後方位置，可惜於直路未能順利衝出，最終僅跑獲第六。

### 3歲
2005年3月出戰雪柳賞，維持於中團位置加在直路開始加速迫近前方賽駒，但未能對前方的Ibuki Revolucion造成有效壓迫，最終以頸位之差取得第二>。
4月3日出戰3歲500萬獎金以下條件戰，本次比賽以主動的方式展開，快速取位下進佔先頭約莫第三的位置。進入直路後，其迅速透出並展開衝刺，最終爆發出速度下逐步帶離後方賽駒，以5馬位優勢大勝。
5月7日以京都新聞盃作為目標，比賽初段選擇留後維持體力，於第三彎道開始沿着外檔發力上前。進入直路後，其繼續在中外檔位置維持走勢，最終成功衝出並壓制後方的Commedia dell'Arte，以鼻位險勝取得首個分級賽冠軍。
其後按照計劃出戰東京優駿（日本打吡），比賽初段未有採取京都新聞盃時的策略，而是維持於先頭位置主動推進。進入直路後，其以不俗的反應衝出並超越前方的Cosmo Austin及關之影一度取得領先，可惜於中段被外檔衝出的大震撼超越並拉開，最終以5馬位落敗得第二。
秋季，其原定以菊花賞作為目標，但於右前腳蹄部出現裂痕下進入休養。

### 4歲
2006年首戰定為日經新春盃，比賽途中一直處於先頭第三、四左右的位置，於直路上嘗試展步加速上前，但無法壓制後方的Admire Fuji及急流，最終以第三落敗。
3月出戰阪神大賞典，但受限於長距離其未能發揮自身實力，最終轉趨力弱下以第八完賽。
其後原定前往金鯱賞，但於裂痕復發下不得不進入休養。
進入秋季其復出出戰京都大賞典，但於狀態未完全回復下僅取得第七，其後的秋季天皇賞更以第十五大敗。
年末選擇以三級賽中日新聞盃作為目標，比賽途中處於先頭位置逐步推進，於通過第四彎道時開始透出。進入直路後，其以不俗的姿態展開追逐並一度取得領先，可惜最後一步被後方上前的東寶艾倫趕過，以鼻位差距憾負。

### 5歲
2007年首戰選擇為美國賽馬會盃，比賽初段隨即搶佔位置進行領放，最終跑獲第四的戰績，然而於其後的中山紀念未能發揮實力下以第十六大敗。
5月26日出戰金鯱賞，大部份時間維持於第五的位置下在第四彎道稍為墮後並抽出取位，於直路上成功望空並展開不俗的走勢，最終僅敗於玫瑰十字及急流取得季軍。
6月前往寶塚紀念，本次比賽選擇置於中團靠後的位置，但於直路上未能成功於所在位置抽出加速，最終僅跑獲第七。
秋季，其於9月以朝日挑戰盃作為調整，賽前取得第一人氣。比賽開始後，其選擇維持於中團位置等待時機，面對前方的慢步速仍然不為所動以自身節奏追走。進入直路後，其隨即進入加速狀態展開衝刺，最終於跑出全場最佳末腳速超越所有賽駒並阻止Bright Tomorrow的攻勢，取得時隔2年4個月的分級賽冠軍。
10月7日出戰京都大賞典，本次比賽其繼續維持於中團位置展開推進，於第四彎道時候開始取位逐步加速。進入直路後，其而言在中檔位置維持不俗的走勢，最終成功在最後關頭壓贏前方的搖滾樂取得分級賽連勝。
其後繼續以中距離賽事作為目標，然而於日本盃及有馬紀念分別以第十及第九落敗。

### 6歲
2008年其於年初出戰兩場二級賽產經大阪盃及金鯱賞，均未能發揮優勢表現下以第七完賽。
6月，其再度挑戰一級賽寶塚紀念，賽前僅取得第十一人氣。比賽開始後，其選擇前置戰術保持於第三的位置推進，於途中一直跟隨領放馬榮進代表及第二的Roc de Cambes前進。進入直路後，其嘗試加速進行突破，可惜未能追上榮進代表下再被名將森遜超越，最終以頭位及頸位的細微差距落敗取得第三。
寶塚紀念賽後未有於年間進行其他賽事，處於休養狀態。

### 7歲
2009年於金鯱賞復出但僅跑獲第六，其後戰績亦未如理想，均無法跑入頭五之內。

### 8歲
2010年其於年初出戰日經新春盃以第十一落敗，其後在2月以小倉大賞典作為目標，再度以第十五大敗。
賽後，其被檢查出右腳出現肌腱炎，陣營因而安排其退役。

### 詳細賽績
| 日期       | 舉辦國家 | 馬場 | 距離   | 級別  | 賽事名稱         | 負重 | 騎師     | 馬號 | 出馬 | 名次 | 時間   | 頭馬（二馬）           |
| ---------- | -------- | ---- | ------ | ----- | ---------------- | ---- | -------- | ---- | ---- | ---- | ------ | ---------------------- |
| 1/8/2004   | 日本     | 小倉 | 草1800 |       | 2歲新馬          | 54   | 佐藤哲三 | 6    | 9    | 1    | 1:54.3 | （Nihonpillow Brave）  |
| 5/9/2004   | 日本     | 新潟 | 草1600 | GIII  | 新潟兩歲錦標     | 54   | 佐藤哲三 | 2    | 12   | 6    | 1:35.6 | Meiner Recolte         |
| 12/3/2005  | 日本     | 阪神 | 草2200 |       | 雪柳賞           | 56   | 佐藤哲三 | 2    | 9    | 2    | 2:16.0 | Ibuki Revolucion       |
| 3/4/2005   | 日本     | 阪神 | 草2500 |       | 3歲500萬獎金以下 | 56   | 佐藤哲三 | 5    | 11   | 1    | 2:34.4 | （Cho Nozomi）         |
| 7/5/2005   | 日本     | 京都 | 草2200 | GII   | 京都新聞盃       | 56   | 佐藤哲三 | 7    | 15   | 1    | 2:13.0 | （Commedia dell'Arte） |
| 29/5/2005  | 日本     | 東京 | 草2400 | GI    | 東京優駿         | 57   | 佐藤哲三 | 7    | 18   | 2    | 2:24.1 | 大震撼                 |
| 15/1/2006  | 日本     | 京都 | 草2400 | GII   | 日經新春盃       | 56.5 | 佐藤哲三 | 5    | 12   | 3    | 2:26.4 | Admire Fuji            |
| 19/3/2006  | 日本     | 阪神 | 草3000 | GII   | 阪神大賞典       | 57   | 佐藤哲三 | 3    | 9    | 8    | 3:12.8 | 大震撼                 |
| 8/10/2006  | 日本     | 京都 | 草2400 | GII   | 京都大賞典       | 57   | 幸英明   | 1    | 11   | 7    | 2:32.0 | 東商變革               |
| 29/10/2006 | 日本     | 東京 | 草2000 | GI    | 秋季天皇賞       | 58   | 佐藤哲三 | 9    | 16   | 15   | 2:01.2 | 大和主將               |
| 4/12/2006  | 日本     | 中京 | 草2000 | GIII  | 中日新聞盃       | 57.5 | 佐藤哲三 | 6    | 13   | 2    | 1:57.8 | 東寶艾倫               |
| 21/1/2007  | 日本     | 中山 | 草2200 | JpnII | 美國賽馬會盃     | 57   | 柴田善臣 | 4    | 10   | 4    | 2:13.7 | 梵高藝展               |
| 25/2/2007  | 日本     | 中山 | 草1800 | GII   | 中山紀念         | 57   | 柴田善臣 | 7    | 16   | 16   | 1:48.8 | 天鵝騎士               |
| 26/5/2007  | 日本     | 中京 | 草2000 | GII   | 金鯱賞           | 57   | 佐藤哲三 | 6    | 12   | 3    | 1:57.6 | 玫瑰十字               |
| 24/6/2007  | 日本     | 阪神 | 草2200 | GI    | 寶塚紀念         | 58   | 佐藤哲三 | 8    | 18   | 7    | 2:13.3 | 賞月                   |
| 8/9/2007   | 日本     | 阪神 | 草2000 | GIII  | 朝日挑戰盃       | 56   | 佐藤哲三 | 7    | 10   | 1    | 2:00.0 | （Bright Tommorow）    |
| 7/10/2007  | 日本     | 京都 | 草2400 | GII   | 京都大賞典       | 57   | 佐藤哲三 | 6    | 10   | 1    | 2:24.8 | （搖滾樂）             |
| 25/11/2007 | 日本     | 東京 | 草2400 | GI    | 日本盃           | 57   | 佐藤哲三 | 9    | 18   | 10   | 2:25.9 | 賞月                   |
| 23/12/2007 | 日本     | 中山 | 草2500 | GI    | 有馬紀念         | 57   | 福永祐一 | 12   | 15   | 9    | 2:35.3 | 梵高藝展               |
| 6/4/2008   | 日本     | 阪神 | 草2000 | GII   | 產經大阪盃       | 58   | 佐藤哲三 | 4    | 11   | 7    | 1:59.2 | 大和赤驥               |
| 31/5/2008  | 日本     | 中京 | 草2000 | GII   | 金鯱賞           | 58   | 佐藤哲三 | 7    | 17   | 7    | 1:59.8 | 榮進代表               |
| 29/6/2008  | 日本     | 阪神 | 草2200 | GI    | 寶塚紀念         | 58   | 佐藤哲三 | 1    | 14   | 3    | 2:15.4 | 榮進代表               |
| 30/5/2009  | 日本     | 中京 | 草2000 | GI    | 金鯱賞           | 57   | 佐藤哲三 | 4    | 18   | 6    | 1:58.9 | 櫻花奇景               |
| 28/6/2009  | 日本     | 阪神 | 草2200 | GI    | 寶塚紀念         | 58   | 佐藤哲三 | 2    | 14   | 12   | 2:12.9 | 夢之旅                 |
| 26/7/2009  | 日本     | 札幌 | 草2000 | GIII  | 函館紀念         | 58   | 佐藤哲三 | 15   | 16   | 7    | 2:01.1 | Sakura Orion           |
| 14/11/2009 | 日本     | 京都 | 草2000 | OP    | 仙女座錦標       | 58   | 李慕華   | 3    | 17   | 8    | 2:01.4 | 奈村新月               |
| 29/11/2009 | 日本     | 東京 | 草2400 | GI    | 日本盃           | 57   | 蘇銘倫   | 14   | 18   | 14   | 2:24.6 | 伏特加                 |
| 17/1/2010  | 日本     | 京都 | 草2400 | GII   | 日經新春盃       | 57.5 | 佐藤哲三 | 1    | 12   | 11   | 2:27.1 | 名將巨鯨               |
| 6/2/2010   | 日本     | 中京 | 草1800 | GIII  | 小倉大賞典       | 57   | 佐藤哲三 | 2    | 15   | 15   | 1:51.1 | Osumi Spark            |

## 退役後
退役後，太陽祭並未入種，而是於北海道苫小牧市北方馬匹公園休養，作為乘騎馬使用。
其後被轉往東京都港區慶應義塾大學，作為馬術部的乘騎馬工作。
2013年2月返回北方馬匹公園，成為放草時的領頭馬。

## 血統簡介
父系特別週爲日本賽駒，生涯戰績彪炳，曾勝出1998年東京優駿（日本打吡），於1999年稱霸春秋天皇賞並於日本盃擊退衆多外敵而被稱爲「日本總大將」。祖父週日寧靜是美國三冠賽雙軍馬，退役後在日本配種，在日本馬壇相當成功，贏得多項分級賽事，其子嗣贏得巨額獎金。
母系Andes Lady為日本賽駒，生涯僅勝出一場賽事。外祖父北方風味爲加拿大賽駒，於當地有不俗的戰績，退役後被社台集團引進日本作爲配種馬使用，於週日寧靜引入前一度爲日本最成功的種馬，於與當時象徵牧場的巴索隆齊名。

### 血統表
| 父線：週日寧靜系（Halo系）                                   |                              |               |                 |
| 種馬 特別週 1995年（深棗色）                                 | 週日寧靜 1986年（棕色）      | Halo          | Hail to Reason  |
| 種馬 特別週 1995年（深棗色）                                 | 週日寧靜 1986年（棕色）      | Halo          | Cosmah          |
| 種馬 特別週 1995年（深棗色）                                 | 週日寧靜 1986年（棕色）      | Wishing Well  | Understanding   |
| 種馬 特別週 1995年（深棗色）                                 | 週日寧靜 1986年（棕色）      | Wishing Well  | Mountain Flower |
| 種馬 特別週 1995年（深棗色）                                 | Campaign Girl 1987年（棗色） | 丸善斯基      | 尼真斯基        |
| 種馬 特別週 1995年（深棗色）                                 | Campaign Girl 1987年（棗色） | 丸善斯基      | Shill           |
| 種馬 特別週 1995年（深棗色）                                 | Campaign Girl 1987年（棗色） | Lady Shiraoki | Saint Crespin   |
| 種馬 特別週 1995年（深棗色）                                 | Campaign Girl 1987年（棗色） | Lady Shiraoki | Miss Ashiyagawa |
| 繁殖雌馬 Ander Lady 1986年（栗色）                           | 北方風味 1971年（栗色）      | 北地舞人      | 新北區          |
| 繁殖雌馬 Ander Lady 1986年（栗色）                           | 北方風味 1971年（栗色）      | 北地舞人      | Natalma         |
| 繁殖雌馬 Ander Lady 1986年（栗色）                           | 北方風味 1971年（栗色）      | Lady Victoria | Victoria Park   |
| 繁殖雌馬 Ander Lady 1986年（栗色）                           | 北方風味 1971年（栗色）      | Lady Victoria | Lady Angela     |
| 繁殖雌馬 Ander Lady 1986年（栗色）                           | Peru Sport 1972年（栗色）    | Guersant      | Bubbles         |
| 繁殖雌馬 Ander Lady 1986年（栗色）                           | Peru Sport 1972年（栗色）    | Guersant      | Montagnana      |
| 繁殖雌馬 Ander Lady 1986年（栗色）                           | Peru Sport 1972年（栗色）    | Great Turf    | Red God         |
| 繁殖雌馬 Ander Lady 1986年（栗色）                           | Peru Sport 1972年（栗色）    | Great Turf    | Lady Chatter    |
| 雌系：號族：19                                               |                              |               |                 |
| 五代內近親交配：北地舞人 5×3、Lady Angela 5×4、Almahmoud 5×5 |                              |               |                 |

## 命名由來
名字Inti Raimi（インティライミ），為印加帝國及歷史上安第斯山脈各民族酬謝太陽神印提的祭典「太陽祭」，聯想之母系Andes Lady之名字，香港方面直接以此作為翻譯。

## 外部連結
- 太陽祭 netkeiba.com
- 血統表 （页面存档备份，存于）